# Andrew D’Souza
Andrew D’Souza (* 1. Juli 1994 in Ottawa) ist ein kanadischer Badmintonspieler. 

## Karriere
Andrew D’Souza wurde 2013 Juniorenpanamerikameister. Im gleichen Jahr belegte er bei den USA International 2013 Rang zwei und bei den Canadian International 2013 Rang drei. Ein Jahr später gewann er national Bronze. 2014 nahm er an den Commonwealth Games teil.